# Gavalochóri
Gavalochóri, en grec moderne : Γαβαλοχώρι, est un village du dème d'Apokóronas, dans le district régional de La Canée, de la Crète, en Grèce. Selon le recensement de 2011, la population de Gavalochóri compte 513 habitants.
Le village est situé à 26 km de La Canée et à une altitude de 100 mètres.

## Recensements de la population
| Recensements | 1900 | 1920 | 1928 | 1940 | 1951 | 1961 | 1971 | 1981 | 1991 | 2001 | 2011 |
| ------------ | ---- | ---- | ---- | ---- | ---- | ---- | ---- | ---- | ---- | ---- | ---- |
| Population   | 863  | 516  | 684  | 697  | 564  | 486  | 419  | 439  | 379  | 465  | 513  |